# Formazione della Luna

Illustrazione del Grande Impatto, visto dal polo sud

Sono state proposte diverse ipotesi per spiegare la formazione della Luna che, in base alla datazione isotopica dei campioni lunari portati a Terra dagli astronauti, risale a 4,527 ± 0,010 miliardi di anni fa, cioè circa 50 milioni di anni dopo la formazione del sistema solare.

## Ipotesi principali
Storicamente, sono state avanzate diverse ipotesi sulla formazione della Luna.

### Teoria della fissione o del distacco
Le prime teorie suggerivano che la Luna si sarebbe originata dalla Terra, staccandosi per fissione dalla sua crosta per effetto della forza centrifuga o di un'immensa esplosione, nella zona delle Filippine, fossa delle Marianne (Oceano Pacifico). Questa teoria, nota come teoria della fissione, richiederebbe però un valore iniziale troppo elevato per la rotazione terrestre e non è compatibile con l'età relativamente giovane della crosta oceanica, (età giovane a causa della teoria dell'espansione degli oceani di Harry Hess). Questa teoria è compatibile con i più moderni studi sugli isotopi lunari, che hanno valori molto simili agli isotopi della crosta terrestre e con il fatto che si è recentemente scoperto che le rocce lunari hanno molecole d'acqua legate.

### Teoria della cattura della luna
Un'altra teoria, detta della cattura, ipotizza invece che la Luna si sia formata in un'altra zona del sistema solare e che sia stata in seguito catturata dall'attrazione gravitazionale terrestre.
Un corpo esterno per poter esser catturato in un'orbita stabile ha bisogno di un fattore determinante per il dissipamento dell'energia al momento della sua fase di avvicinamento. Spesso in sistemi più complessi, con già altri elementi di massa rilevante in orbita, questo avviene grazie alla perturbazione gravitazionale di altri satelliti. Il sistema Terra-Luna potrebbe catturare altri asteroidi che si potrebbero posizionare in un'orbita stabile, ma gli effetti gravitazionali terrestri non basterebbero, ci sarebbe bisogno della perturbazione della Luna in un momento preciso della cattura; la Luna non potrebbe essere quindi stata catturata in questo modo, a causa dell'assenza di altri satelliti. D'altro canto, sebbene l'atmosfera possa dissipare l'energia in eccesso, il perielio del satellite catturato si stabilizzerebbe ai limiti dell'atmosfera, quindi in un'orbita troppo bassa; nonostante la Luna fosse molto più vicina alla Terra nella sua orbita primordiale, questa ipotesi richiederebbe un'enorme estensione dell'atmosfera terrestre.

### Teoria dell'accrescimento
L'ipotesi dell'accrescimento presuppone che la Terra e la Luna si formarono assieme nello stesso periodo a partire dal disco di accrescimento primordiale. Secondo questa teoria la Luna si formò dai materiali che circondavano la proto-Terra, analogamente a come si formarono i pianeti attorno al Sole. Questa ipotesi tuttavia non spiega in modo soddisfacente la scarsità di ferro metallico sulla Luna. Comunque nessuna di queste teorie riesce a spiegare l'elevato momento angolare del sistema Terra-Luna.

### Teoria dell'impatto gigante
La teoria dell'impatto gigante (Big thwack) è quella più accettata dalla comunità scientifica. Fu proposta nel 1975 da William Hartmann e Donald Davis, che ipotizzarono l'impatto di un corpo delle dimensioni di Marte, chiamato Theia o Orpheus, con la Terra. Da quest'impatto, nell'orbita circumterrestre si sarebbe generato abbastanza materiale da permettere la formazione della Luna. È riconosciuto che impatti come questo potrebbero essere avvenuti anche per altri pianeti.
Simulazioni dell'impatto al computer riescono a predire sia il valore del momento angolare del sistema Terra-Luna, sia la piccola dimensione del nucleo lunare. L'ipotetico corpo Theia si sarebbe formato in un punto di Lagrange relativo alla Terra, ossia in una posizione gravitazionalmente stabile lungo la stessa orbita del nostro pianeta. Qui Theia si sarebbe accresciuto progressivamente inglobando i planetesimi e i detriti che occupavano in gran numero le regioni interne del sistema solare poco dopo la sua formazione. Quando Theia crebbe fino a raggiungere la dimensione di Marte, la sua massa era ormai diventata troppo elevata per restare stabilmente nel punto di Lagrange, soprattutto considerando l'influenza di Giove nel turbare le orbite degli altri pianeti del sistema solare.
In accordo con questa teoria quindi, 34 milioni di anni dopo la formazione della Terra (circa 4533 milioni di anni fa), questo corpo colpì la Terra con un angolo obliquo, distruggendosi e proiettando nello spazio sia i suoi frammenti sia una porzione significativa del mantello terrestre. L'urto sarebbe avvenuto con un angolo di 45° e a una velocità di circa 4 km/s (circa 14400 km/h), ovvero a una velocità inferiore di quella che Theia si suppone avesse nello stato di corpo orbitante (40000 km/h); siccome i due pianeti erano ancora allo stato fuso e quindi plastici, ancora prima dello scontro fisico le forze mareali avevano già iniziato a distorcerne gli stati superficiali e quindi a smembrarne la protocrosta e il protomantello. Sembra inoltre che quasi la totalità della massa lunare derivi dalla crosta e dal mantello della proto-Terra. La proto-Terra, colpita da Theia, avrebbe dimezzato il suo periodo di rotazione dalle originali 8 ore a 4 ore. Uno studio pubblicato nel 2022 ipotizza che in seguito all'impatto, la formazione della Luna sia avvenuta in tempi molto brevi, sulla scala delle ore.
Secondo alcuni calcoli, il due per cento della massa di Theia formò un anello di detriti, mentre circa metà della sua massa si unì per formare la Luna, processo che potrebbe essersi completato nell'arco di un secolo. È anche possibile che una parte del nucleo di Theia, più pesante, sia affondata nella Terra stessa fondendosi con il nucleo originario del nostro pianeta. Si ritiene che, se mai sulla Terra fossero stati già all'opera processi di formazione di molecole organiche, un simile impatto li avrebbe bruscamente interrotti e sterilizzato la superficie terrestre, provocando l'evaporazione degli eventuali mari primordiali e la distruzione di ogni tipo di molecola complessa.
Inoltre è stato suggerito che in conseguenza dell'impatto si siano formati altri oggetti di dimensioni significative, ma comunque inferiori a quelle della Luna, che avrebbero continuato a orbitare attorno alla Terra, magari occupando uno dei punti di Lagrange del sistema Terra-Luna. Nell'arco di un centinaio di milioni di anni al più, le influenze gravitazionali degli altri pianeti e del Sole ne avrebbero comunque destabilizzato le orbite, causandone la fuga dal sistema o collisioni con il pianeta o con la Luna. Uno studio pubblicato nel 2011 suggerisce che una collisione tra la Luna e uno di questi corpi minori, dalle dimensioni pari ad un trentesimo di quelle lunari, potrebbe aver causato le notevoli differenze in caratteristiche fisiche esistenti tra le due facce della Luna. Le simulazioni condotte suggeriscono che, se l'impatto tra i due satelliti fosse avvenuto con velocità sufficientemente bassa, non avrebbe condotto alla formazione di un cratere, ma il materiale del corpo minore si sarebbe "spalmato" sulla Luna aggiungendo alla sua superficie uno spesso strato di crosta negli altipiani che vediamo occupare la faccia nascosta della Luna, la cui crosta è spessa circa 50 km più di quella della faccia visibile.
Nel 2001 la ricercatrice statunitense Robin Canup ha modificato la teoria dell'impatto gigante mostrando che la neonata Luna sarebbe stata collocata su un'orbita non stabile e sarebbe ricaduta sul pianeta. L'attuale inclinazione dell'asse di rotazione terrestre sarebbe frutto di un secondo impatto. La teoria del doppio impatto nasce perché, con un singolo impatto, non si sarebbe avuta la quantità di materia necessaria a formare la Luna, in quanto la massa del disco che si sarebbe condensata a seguito del primo impatto sarebbe stata circa 2 volte inferiore a quella dell'attuale massa lunare. Inoltre, solo parte di questo materiale era oltre il limite di Roche, quindi non si sarebbe mai potuto aggregare per formare un satellite di grosse dimensioni.
Uno studio pubblicato nel 2017 ha proposto che l'impatto, in seguito al quale si sarebbe formata la Luna, avrebbe contribuito ad accrescere la massa terrestre ben più di quanto in precedenza ipotizzato.

#### Indizi geologici

Animazione della formazione di Theia nel punto di Lagrange L_{5} e successiva collisione. L'animazione procede in passi di un anno (precedenti all'impatto), con la Terra quindi in apparenza ferma. La visuale è dal polo sud.

Gli indizi che avvalorano questa teoria derivano dalle rocce raccolte durante gli atterraggi delle missioni Apollo, che mostrarono composizioni di isotopi di ossigeno quasi uguali a quelle terrestri. Inoltre la presenza di campioni di rocce di tipo KREEP (ovvero contenenti K = potassio, REE = Terre rare (Rare Earth Elements (EN) ), P = fosforo) indicano che in un periodo anteriore una grande parte della Luna fosse in uno stato fluido, e la teoria dell'impatto gigante spiega facilmente l'origine dell'energia richiesta per formare un tale oceano di lava.
Esistono diverse prove secondo cui la Luna possiederebbe un nucleo ferroso, anche se piccolo. In particolare la densità media, il momento di inerzia e l'induzione magnetica suggeriscono che questo deve essere circa un quarto del raggio lunare. Per confronto, gli altri corpi di tipo terrestre hanno un nucleo pari a metà del raggio. La Luna si sarebbe quindi formata principalmente da materiale proveniente dal mantello terrestre e dall'oggetto che ha impattato mentre il nucleo di quest'ultimo si sarebbe unito alla Terra, spiegando in questo modo il valore del momento angolare.
Gli interrogativi ancora aperti che riguardano questa ipotesi sono:
- Alcuni elementi volatili della Luna non si sono esauriti come previsto dalla teoria.[19]
- La percentuale di ossido di ferro (FeO) della Luna implica che il materiale proto-lunare proverrebbe da una piccola frazione del mantello terrestre.
- Se il materiale proto-lunare proviene dal corpo che ha impattato, la Luna dovrebbe essere ricca di elementi siderofili, ma ne sono state rilevate quantità minime.[20]

#### Controprove
Uno studio del maggio 2011 condotto dalla NASA, porta elementi che tendono a smentire questa ipotesi. Lo studio, eseguito su campioni vulcanici lunari solidificatisi 3,7 miliardi di anni fa e raccolti dalla missione Apollo 17 del 1972, ha permesso di misurare nel magma lunare una concentrazione d'acqua 100 volte superiore a quelle precedentemente stimate. Le rocce vulcaniche tendono a includere all'interno delle loro microstrutture cristalline alcuni elementi volatili, tra cui l'acqua, e con analisi molto sofisticate è possibile ricavare la quantità d'acqua presente nel suolo lunare. Secondo la teoria dell'impatto l'acqua dovrebbe essersi dissolta quasi completamente durante l'impatto, mentre dai dati qui ricavati la quantità d'acqua stimata è simile a quella presente nella crosta terrestre.
Studi successivi hanno evidenziato come quest'acqua fosse distribuita come la sua ipotetica origine, portando ad analizzare in modo più dettagliato le rocce lunari e andando ad ipotizzare come la Luna sia composta per un 50% da Theia.